# سیارک ۲۵۶۹۳
سیارک ۲۵۶۹۳ (به انگلیسی: 25693 Ishitani، نامگذاری:2000AQ124)۲۵۶۹۳مین سیارک کشف شده‌است که در ۰۵ ژانویه ۲۰۰۰ کشف شد.